# NRT VII
Le tombeau baptisé NRT VII est le dernier tombeau à avoir été fouillé et dégagé par l'équipe de Pierre Montet dans les années 1940.
Ruiné et en bien moins bon état que tous les autres caveau, il n'a livré aucun élément de datation précise permettant d'en révéler le propriétaire ou l'époque de sa fondation.
Cette chambre funéraire était accessible initialement par l'antichambre de la NRT II dans laquelle ont été retrouvés plusieurs sarcophages de la XXIIe dynastie. De ce fait elle est datée de cette même époque sans plus d'assurances.
Sa disposition rappelle la celle de la chambre funéraire de Moutnedjemet, et pourrait donc avoir été conçue selon le même schéma pour une grande épouse royale. Sa structure ne présente en revanche aucun éléments de granite ce qui peut indiquer qu'il s'agit d'une pièce secondaire du tombeau principal attenant.
Par ailleurs, aucun sarcophage ou éléments d'un viatique funéraire n'y a été découvert pouvant certifier qu'il s'agit bien d'un caveau funéraire royal.
Il semble cependant que la destruction de cette chambre soit le résultat du réaménagement du secteur de la nécropole royale de Tanis à la seconde moitié de la XXIIe dynastie.
En effet, les fouilles du tombeau voisin d'Osorkon II ont permis de valider l'hypothèse selon laquelle initialement un caveau préexistait et qu'il a été usurpé par ce pharaon.
La NRT VII pourrait donc appartenir à ce tombeau royal initial Nesbanebdjed Ier (Smendès) qui aurait alors présenté un plan comparable à la NRT III, dans laquelle Psousennès Ier et les membres de sa famille ont été inhumés.
L'état général des lieux ne permet pas de pousser davantage l'interprétation des résultats des fouilles et l'enchevêtrement des niveaux est tel dans ce secteur qu'il est difficile d'être catégorique concernant ces hypothèses.